# Jouancy
Jouancy é uma comuna francesa na região administrativa de Borgonha-Franco-Condado, no departamento de Yonne. Estende-se por uma área de 5,5 km². Em 2010 a comuna tinha 25 habitantes (densidade: 4,5 hab./km²).